# Stenoniscidae
Stenoniscidae es una familia de crustáceos isópodos. Sus 6 especies reconocidas se distribuyen por las costas del Mediterráneo, costas de Madeira, costas del Caribe y costas de Bali.

## Géneros
Se reconocen los 2 siguientes:
- Metastenoniscus Taiti & Ferrara, 1982 (2 especies)
- Stenoniscus Aubert & Dollfus, 1890 (4 especies)